# ثنائي كبريتيد ثنائي الأليل
ثنائي كبريتيد ثنائي الأليل هو مركب كبريت عضوي من مركبات ثنائي الكبريتيد صيغته C6H10S2، ويوجد على شكل سائل مصفر له رائحة تشبه رائحة الثوم.

## الوفرة الطبيعية والتحضير
ينتج هذا المركب طبيعياً في تفكك مركب أليسين في الثوم؛ يمكن أن يستخلص هذا المركب من أوراق نبات الثوم أيضاً، ولكن المحتوى فيها قليل نسبياً (أقل من 0.06 % وزناً).
يمكن أن يحضر المركب صناعياً عند درجات حرارة تتراوح بين 40–60 °س في وسط من غاز خامل وذلك من تفاعل كلوريد الأليل أو بروميد الأليل مع ثنائي كبريتيد ثنائي الصوديوم المحضر في الموقع، وذلك من تفاعل كبريتيد الصوديوم مع الكبريت:

## الخواص
يوجد المركب في الشروط القياسية على شكل سائل مصفر، وهو لا يمتزج عملياً مع الماء، لكنه يمتزج مع المذيبات القطبية مثل الإيثانول واللاقطبية مثل الهكسان أو التولوين.

## الاستخدامات
بوجود حفاز مناسب مثل كلوريد الحديد أو كلوريد النحاس يمكن أن يستخدم المركب لتحضير مركبات متعدد الكبريتيد المختلفة.
يمكن أن يطبق ثنائي كبريتيد ثنائي الأليل ضمن أحد الخيارات الصديقة للبيئة على شكل مبيد للديدان الأسطوانية.